# استفانو کیسون
استفانو کیسون (انگلیسی: Stefano Cason؛ زادهٔ ۹ ژوئیهٔ ۱۹۹۵) بازیکن فوتبال است.
از باشگاه‌هایی که در آن بازی کرده‌است می‌توان به باشگاه فوتبال روبور سیه‌نا اشاره کرد.